# Aibugirsee
Der Aibugirsee (Abi Yukir, Ozero Aybukir, Ozero Aybugir) liegt im turkmenischen Teil der Amudarja-Ebene am westlichen Rand des Aralseegebietes. Die vormals bestehende Verbindung zum Aralsee wurde durch Austrocknung und Desertifikation unterbrochen. Der Aibugirsee ist deshalb als eigenständiges Gewässer zu betrachten.

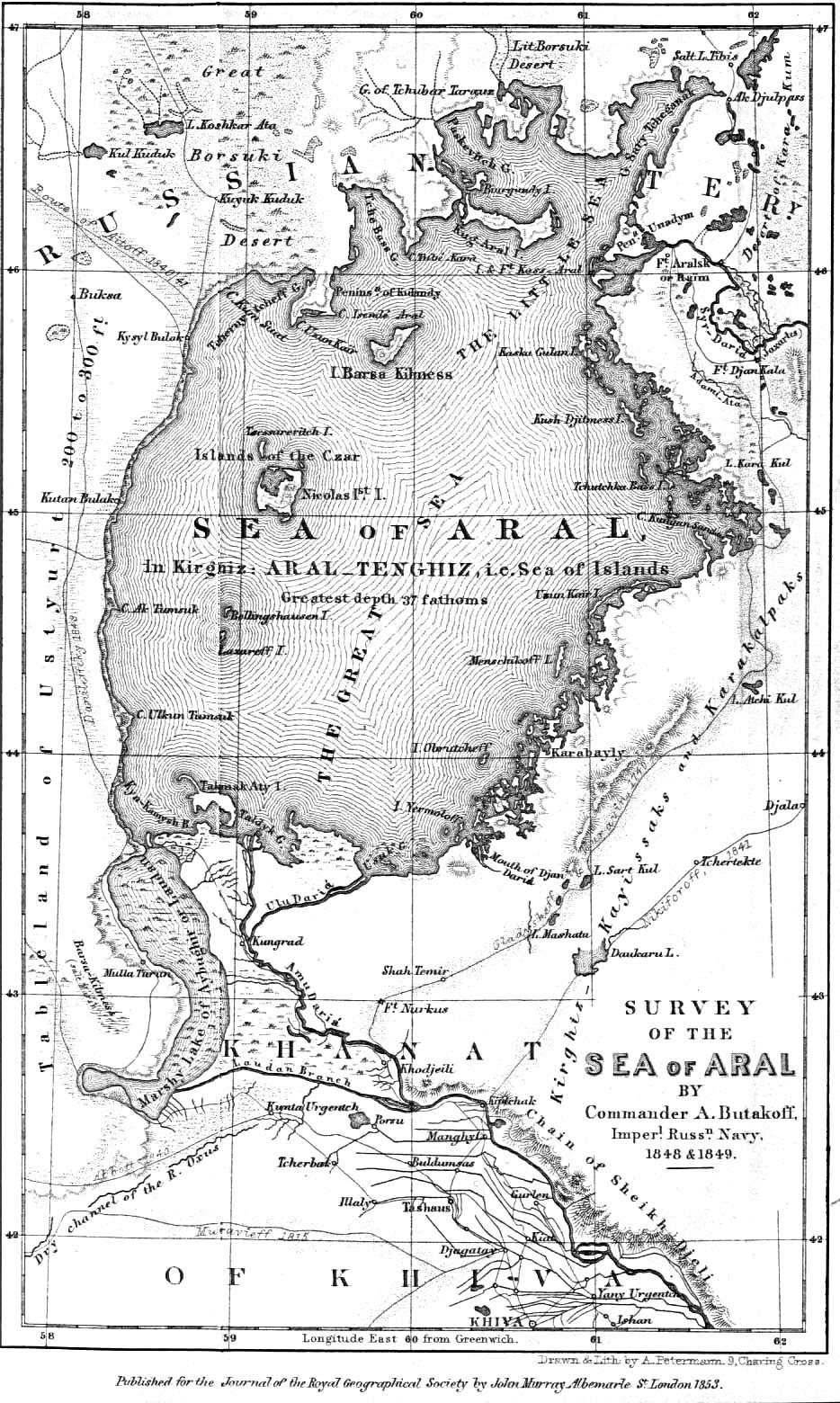
Die Karte von 1850 zeigt den Aibugir als Teil des Aralsees. Die Satellitenaufnahme zeigt den südwestlichsten Ausläufer.